# Jean-François-Ange d'Eymar
L'abbé Jean-François-Ange d'Eymar (30 novembre 1741, Forcalquier - 17 mars 1807, Offenbourg), est un ecclésiastique français, député du Clergé aux États généraux de 1789.

## Biographie
Parent d'Ange Marie d'Eymar, il rentre dans les ordres. Docteur en théologie et membre de la Congrégation de l'Oratoire, il devient vicaire général du diocèse de Marseille et abbé commendataire de Valchrétien (diocèse de Soissons), puis abbé commendataire de Neuwiller-lès-Saverne, en Alsace, chef de la prévôté, juridiction ecclésistique du lieu, et vicaire général de Strasbourg en 1789.
Le 3 avril 1789, il est élu député du clergé aux États généraux par le bailliage de Haguenau et Wissembourg, avec 188 voix sur 223 votants. Il se montre défenseur ardent des privilèges du clergé, ne cache pas ses vives répugnances pour la réunion des trois ordres, et est l'un des derniers parmi les ecclésiastiques à se rendre à l'Assemblée nationale.
Élu, le 14 septembre 1789, secrétaire de l'Assemblée, il fait preuve de partialité dans la rédaction du procès-verbal de la séance où avait été accepté le « dernier plan financier » de Necker ; invité à corriger ce procès-verbal, il s'attire de nouveaux reproches pour la façon dont il s'acquitte de cette mission.
Il demande que la religion soit proclamée « religion de l'État » ; s'élève contre le décret déclarant les biens-fonds du clergé propriété nationale, et proteste contre la suppression des ordres religieux, en soutenant que « l'Assemblée nationale n'était pas compétente pour abroger l'effet civil des vœux monastiques prononcés sous l'autorité de la loi ». Il réclame, au nom de la Basse-Alsace, la conservation des couvents (13 février 1790) ; vote contre le projet portant suppression des dîmes, et reproduisit, au nom du clergé, l'offre d'un emprunt de 400 millions (4 avril 1790).
Le 29 du même mois, il fait, au nom de chaque membre du grand chapitre noble de Strasbourg, offre à la nation, comme don patriotique, de la moitié des revenus d'une année, et il demande que ce chapitre soit conservé en son état actuel. Le caractère conditionnel de cette offre apparut immédiatement aux yeux de l'Assemblée, et révolte la majorité. Marc-David Lavie, député d'Alsace, s'écria : « La demande qui accompagne l'offre qu'on vous fait est fondée sur la prétention qu'a le chapitre de Strasbourg, d'être souverain sur ses domaines, et il veut en cela imiter les princes étrangers ; mais quand nous en serons là, je vous prouverai clair comme deux et deux font quatre que vous êtes Français malgré vous. » À ces mots, l'abbé d'Eymar se précipite dans l'hémicycle avec un certain nombre de ses collègues de la droite, réclamant le rappel à l'ordre de Lavie. Celui-ci s'explique avec une fermeté qui impose au côté droit.
Accusé dans la suite, par Salle, de diriger des menées contre-révolutionnaires en Alsace, de concert avec le cardinal de Rohan, l'abbé d'Eymar cherche à se justifier. Mais il renonce bientôt à la lutte, et, le 30 novembre 1790, donne sa démission de membre de l'Assemblée. Il émigre aussitôt et se rendit auprès des princes français.
L'abbé d'Eymar était en 1804 à Offenbourg, avec le duc d'Enghien, au moment où ce prince est enlevé par la police de Bonaparte : il est arrêté avec le duc, mais relâché peu après.
Il était membre de l'Académie de Marseille de 1765 à 1781.